# Sagrada Familia (Chili)
Sagrada Familia is een gemeente in de Chileense provincie Curicó in de regio Maule. Sagrada Familia telde 18.544 inwoners in 2017 en heeft een oppervlakte van 549 km².
- Virtual International Authority File: 310145857888323020835